# سالومون اش
سالومون اش (انگلیسی: Solomon Asch؛ ۱۴ سپتامبر ۱۹۰۷ – ۲۰ فوریه ۱۹۹۶) یک روان‌شناس اجتماعی اهل ایالات متحده آمریکا بود.
از او آزمایش‌های فراوانی در حوزه روان‌شناسی اجتماعی با موضوع سازگاری ناشی از فشارهای گروهی به یادگار ماند.
وی معتقد است که فشار گروهی می‌تواند در همسو کردن دیدگاه عضو با اکثریت اعضای گروه تأثیر داشته باشد. حتی اگر دیدگاه اکثریت مغایر با واقعیت بیرونی باشد افراد تسلیم فشارهای گروهی می‌گردند.
از نظر اش به سه دلیل ۱. شناخت ناشی از فشار گروهی ۲. قضاوت غلط فردی نه گزارش نادرست دریافت شده و ۳. اقدام در جهت همرنگ جماعت شدن موجب سازش افراد با گروه‌ها می‌شوند.
وی همچنین برنده جوایزی همچون کمک هزینه گوگنهایم شده است.